# Cyrtarachne guttigera
Cyrtarachne guttigera là một loài nhện trong họ Araneidae.
Loài này thuộc chi Cyrtarachne. Cyrtarachne guttigera được Eugène Simon miêu tả năm 1909.